# William-Shakespeare-Straße (Weimar)
Die nach dem englischen Dichter benannte William-Shakespeare-Straße in Weimar verläuft durch die Stadtteile Westvorstadt und Schönblick. Sie beginnt am August-Bebel-Platz und reicht bis zur fast zum Kirschbachtal in einer Gartenanlage.
Im Bereich der südwestlichen Stadterweiterung der Nummern 1–7 und 9 steht der Straßenzug auf der Liste der Kulturdenkmale in Weimar (Sachgesamtheiten und Ensembles). Auf der Liste der Kulturdenkmale in Weimar (Einzeldenkmale) steht u. a. die 1899 nach Plänen von Rudolf Zapfe errichtete Kreuzkirche in der William-Shakespeare-Straße 2. Auch die Kindertagesstätte Kirschbachtal mit Hausnummer 13a, dessen Wandgestaltung mit Keramik Helmut Steindorf übernahm, sowie die Wohn- und Atelierhäuser Nr. 2–4 bzw. die Pestalozzi-Schule in der William-Shakespeare-Straße 15-7 stehen auf der Liste.
In der William-Shakespeare-Straße 8 1945/46 wohnte der sozialdemokratische Politiker Hermann Brill, wie auch in der Weimarer Gedenktafelliste zu ersehen ist. Brill war während der amerikanischen Besatzung im Jahr 1945 kurzzeitig Regierungspräsident in Thüringen.

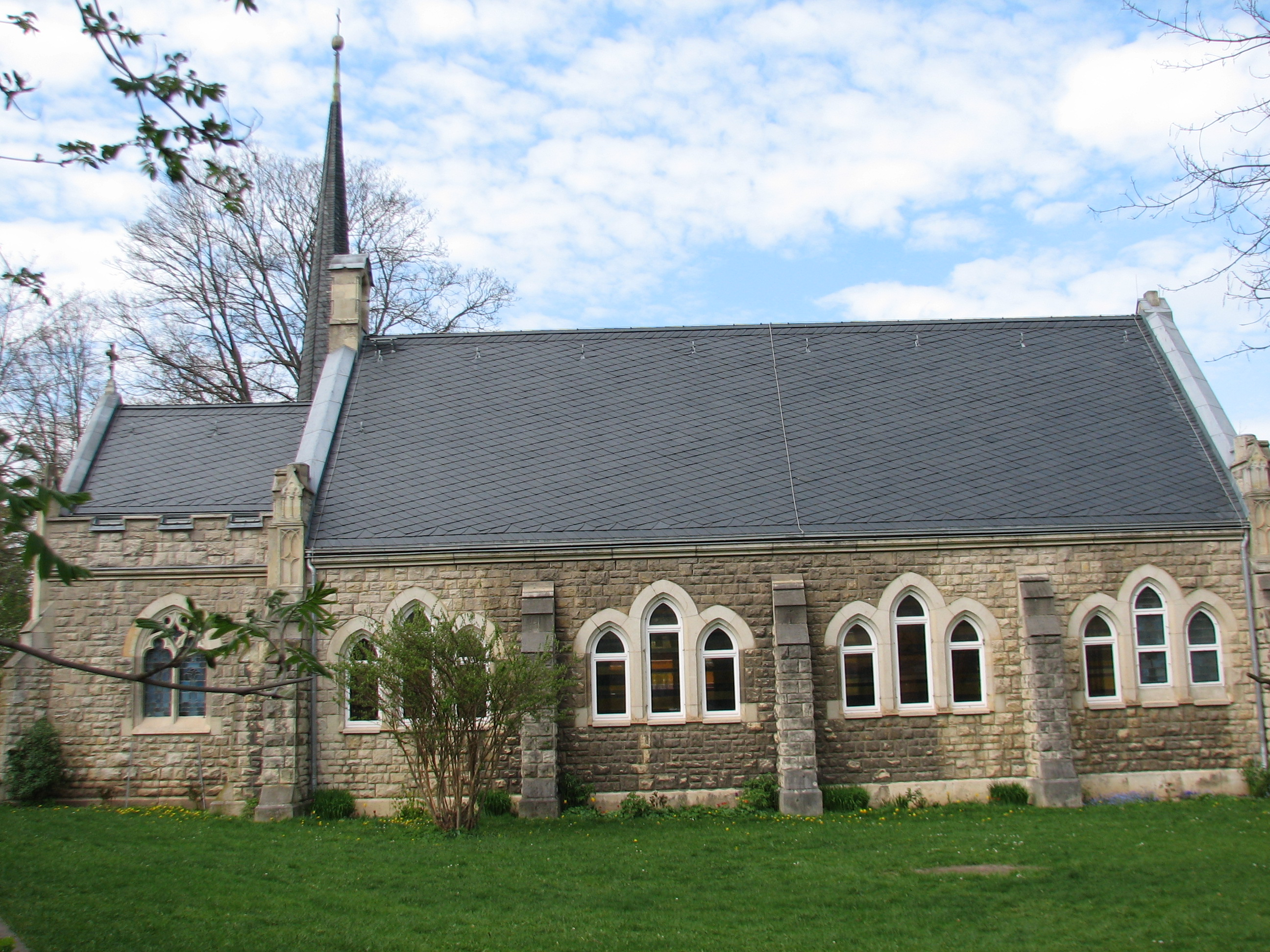
Kreuzkirche Weimar
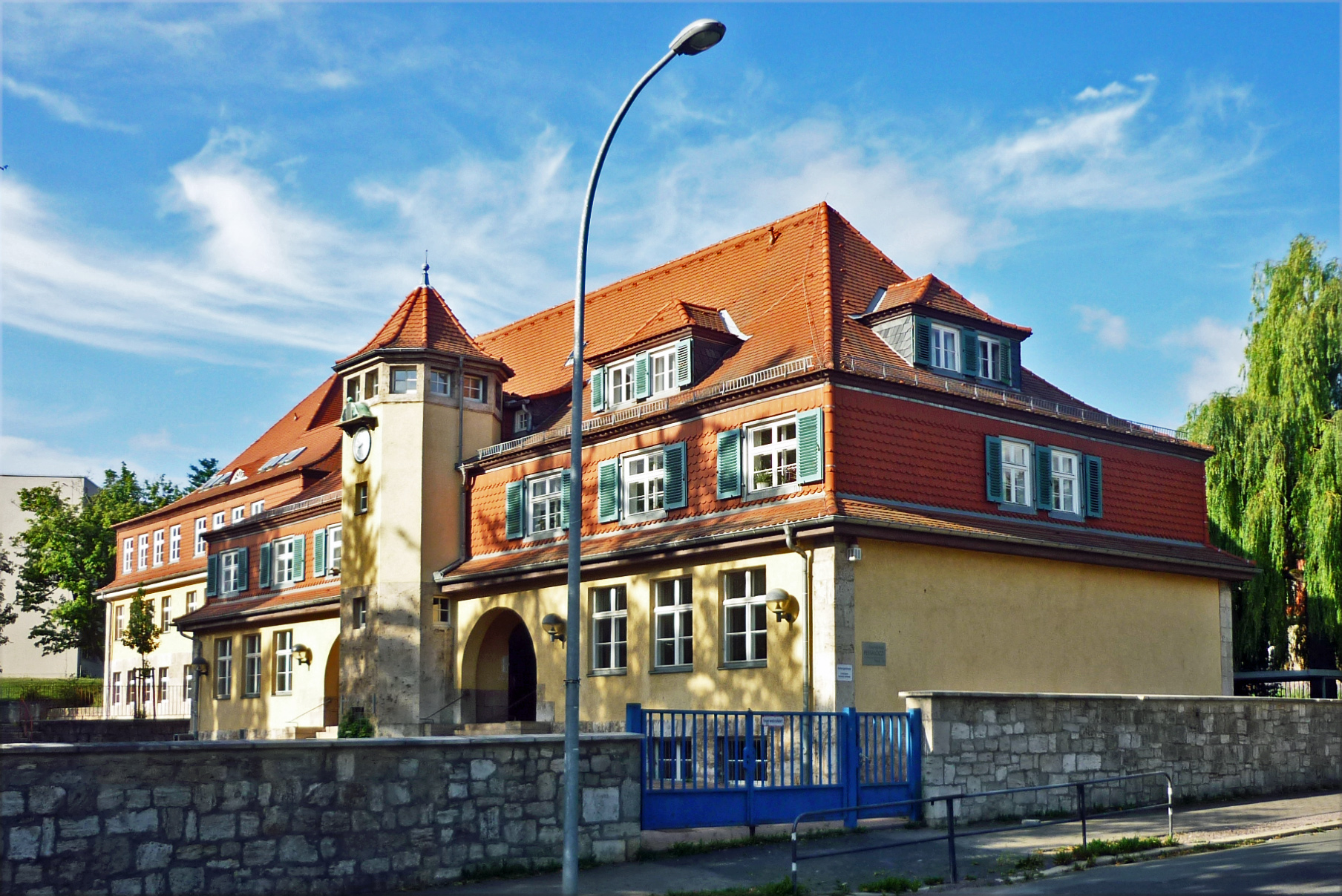
Pestalozzi-Schule
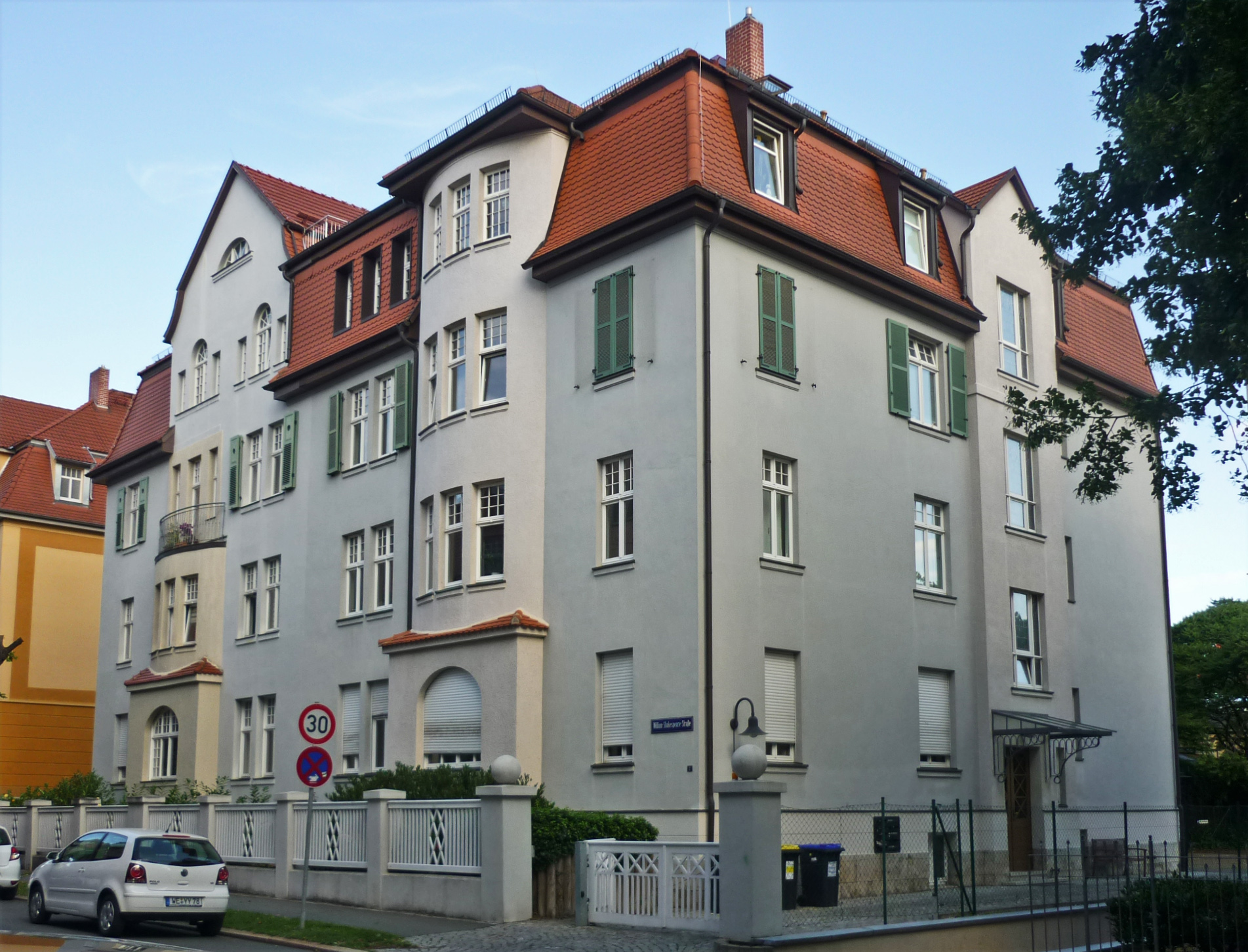
William-Shakespeare-Straße 2–4
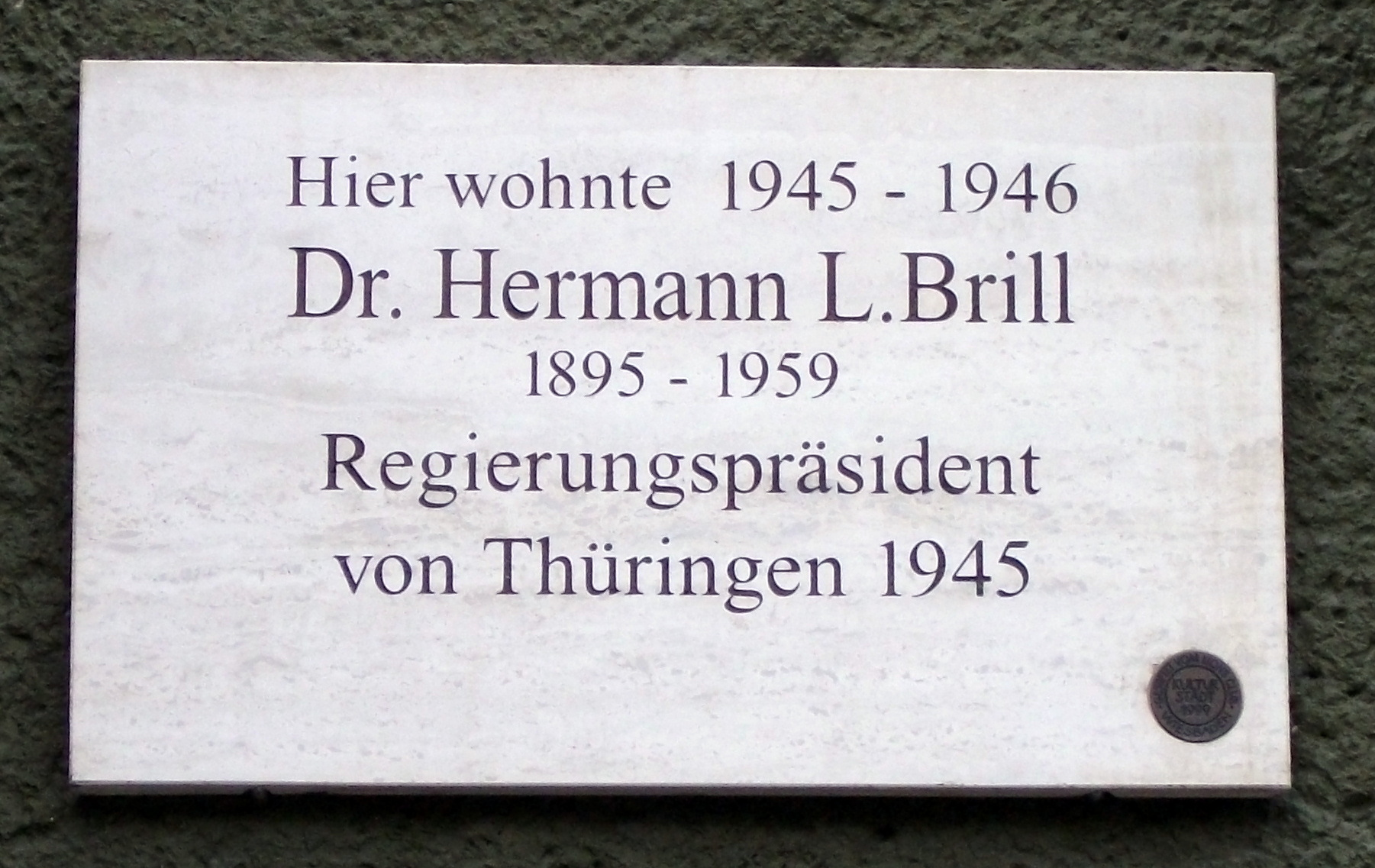
William-Shakespeare-Straße 8